# Fabio Vagnarelli
Fabio Vagnarelli (Gubbio, 7 luglio 1982) è un attore, cantante e musicista italiano. È componente del gruppo musicale-teatrale  degli Oblivion.

## Biografia
Ha iniziato a studiare musica in giovane età, dapprima come sassofonista poi come cantante. Ha quindi intrapreso la strada del musical facendo parte di diversi spettacoli in Umbria e in Abruzzo. Nel 2005 si è laureato a Perugia in scienze della comunicazione con una tesi sull'industria teatrale e nel 2007 si è diplomato alla Bernstein School of Musical Theatre conseguendo una borsa di studio per la Guiford School of Acting di Londra. Nello stesso periodo è entrato a far parte del gruppo degli Oblivion.
Nella stagione 2007-2008 ha fatto parte del cast del musical Jekyll & Hyde, prodotto dal Teatro Stabile d'Abruzzo, con protagonisti Giò Di Tonno e Simona Molinari. Nella stagione successiva ha svolto attività concertistica con il MaiFACE Quartet e ha preso parte alle produzioni di Musical Mirabilandia Live.
Con gli Oblivion parteciperà a numerosi spettacoli a partire da Cetra noi Cinque (2007-2009) e Di palo in sesto (2008). Nel 2009 realizza il progetto Oblivion TV sul web, progetto che porterà al lancio del video I promessi sposi in 10 minuti. Dal 2009 al 2011 è in tour in tutta Italia con lo spettacolo Oblivion show, per la regia di Gioele Dix, prodotto da TBA - Officine Smeraldo e dal Politeama Rossetti. Nel 2010 partecipa, con gli Oblivion, a Parla con me, condotto da Serena Dandini su Rai 3, e nel 2011 a Zelig, condotto da Claudio Bisio e Paola Cortellesi su Canale 5. Nelle stagioni 2011 e 2012 va in scena con lo spettacolo Oblivion show 2.0 il sussidiario, di cui è anche in parte autore, prodotto da Malguion srl e dal Politeama Rossetti, sempre con la regia di Gioele Dix.
Nella stagione 2013-2014 veste i panni di Cassio nello spettacolo Othello, la H è muta, scritto dagli Oblivion, per la regia di Giorgio Gallione. Lo spettacolo debutta in anteprima al Ravello Festival 2013 e al MiTo Settembre Musica Festival 2013. Con gli Oblivion pubblica anche il libro I Promessi Esplosi, edito da Pendragon nel 2011, i due singoli musicali Tutti quanti voglion fare yoga e C'è bisogno di zebra (Una zebra a pois) e partecipa a numerosi programmi televisivi e radiofonici in qualità di ospite: da Citofonare Cuccarini su Rai Radio 1 a Telethon 2013 su Rai 1 a Radio 2 Social Club e Ottovolante su Rai Radio 2.
Nel dicembre 2015 partecipa allo show televisivo di Rai 1, Panariello sotto l'albero di e con Giorgio Panariello e, sempre nel 2015, lavora allo show Oblivion.zip e, successivamente, al nuovo spettacolo a firma di Giorgio Gallione Oblivion: the human jukebox, che, dopo il debutto a Genova, gira le principali città italiane e culmina il suo tour al Teatro Sistina di Roma nel maggio 2016.
Dal 2014 è uno degli insegnanti del Gubbio Summer Festival, kermesse di master class musicali di richiamo internazionale, ed inizia la collaborazione col maestro Denis Biancucci (pianoforte) e il Maestro Domenico Menini nella formazione "O Sole Trio" per una serie di concerti nell'est Europa.
Nel 2016 scrive, produce e dirige lo spettacolo Prodigi, con protagonisti Vanni de Luca e Tiziano Grigioni.
Nel 2018 è autore e interprete de La Bibbia riveduta e scorretta, primo musical originale degli Oblivion, regia di Giorgio Gallione, e pubblica insieme a Davide Calabrese e Vanni De Luca, Una mente prodigiosa, saggio sulle mnemotecniche edito da Antonio Vallardi Editore.
Il 2019 si apre con l'uscita del singolo Chiedimi Come, soundtrack del film Scappo a casa, con Aldo Baglio e regia di Enrico Lando; nello stesso anno è autore dello spettacolo di prosa Valzer per un mentalista, prodotto dal Politeama Rossetti.
Nel 2020 è autore e interprete di Oblivion in da house, un contenitore quotidiano di intrattenimento con dirette su Instagram, Facebook e Youtube realizzato durante il periodo del primo lockdown e dello spettacolo Oblivion Rhapsody, con la regia di Giorgio Gallione.

## Discografia

### Singoli
- 2012 – Tutti quanti voglion fare yoga - Oblivion
- 2013 – C'è bisogno di zebra (una zebra a pois) - Oblivion
- 2019 – Chiedimi come - Oblivion
- 2021 – History of Rock - Oblivion

### Album
- 2019 – La Bibbia riveduta e scorretta il Musical - Oblivion

## Teatro
- Jekyll and Hyde il Musical (2007)
- Cetra noi Cinque (2008)
- Di palo in sesto (2008)
- Oblivion show (2009)
- Oblivion show 2.0 il sussidiario (2011)
- Othello, la H è muta (2013)
- Oblivion.zip (2015)
- Oblivion: the human jukebox (2015)
- La Bibbia riveduta e scorretta il Musical (2018)
- Oblivion Rhapsody (2021)